# Sompanen
Sompanen är en sjö i kommunen Kouvola i landskapet Kymmenedalen i Finland. Sjön ligger 68,3 meter över havet. Den är 8,53 meter djup. Arean är 1,52 kvadratkilometer och strandlinjen är 7,64 kilometer lång. Sjön  ingår i Kymmene älvs huvudavrinningsområde.   Den ligger omkring 57 km norr om Kotka och omkring 130 km nordöst om Helsingfors. 